# Yefferson Romucho
Yefferson Romucho Falcón (Pisco, departamento de Ica, 7 de mayo de 1991) es un futbolista peruano. Juega de arquero y su actual equipo es Deportivo El Inca de la Copa Perú. Tiene 34 años.
En octubre de 2011, la Comisión de Justicia de la FPF lo inhabilitó por dos años a nivel local e internacional por participar de una gresca luego de un partido de la Copa Perú 2011.

## Clubes
| Club                       | País | Año         |
| -------------------------- | ---- | ----------- |
| Alianza Lima               | Perú | 2006-2009   |
| Juan Aurich                | Perú | 2010-2011   |
| Los Caimanes               | Perú | 2011        |
| Universitario Grau         | Perú | 2012        |
| Universidad Señor de Sipán | Perú | 2013        |
| Defensor La Bocana         | Perú | 2014-2016   |
| José María Arguedas        | Perú | 2017        |
| Racing de Huamachuco       | Perú | 2018        |
| Defensor La Bocana         | Perú | 2019        |
| Sport Estrella             | Perú | 2019 - 2020 |
| Racing de Huamachuco       | Perú | 2021-2023   |
| CD Nuevo Chao              | Perú | 2024        |
| Deportivo El Inca          | Perú | 2024-       |

## Palmarés

### Campeonatos nacionales
| Torneo         | País | Club               |
| -------------- | ---- | ------------------ |
| Copa Perú 2015 | Perú | Defensor La Bocana |

### Distinciones individuales
| Distinción                                                                             | Año  |
| -------------------------------------------------------------------------------------- | ---- |
| Incluido en el equipo ideal de la Copa Perú según el portal periodístico DeChalaca.com | 2015 |